# Rocca Canterano
Rocca Canterano település Olaszországban, Lazio régióban, Róma megyében. Lakosainak száma 174 fő (2023. január 1.). Rocca Canterano Agosta, Anticoli Corrado, Canterano, Gerano, Saracinesco, Cerreto Laziale és Marano Equo községekkel határos.

## Népesség
A település lakossága az elmúlt években az alábbi módon változott:
| Lakosok száma | 188  | 189  | 174  |
|               | 2017 | 2018 | 2023 |